# Матера (провінція)
Провінція Матера (італ. Provincia di Matera) — провінція в Італії, у регіоні Базиліката.
Площа провінції — 3 446 км², населення — 203 526 осіб.
Столицею провінції є місто Матера.

## Географія

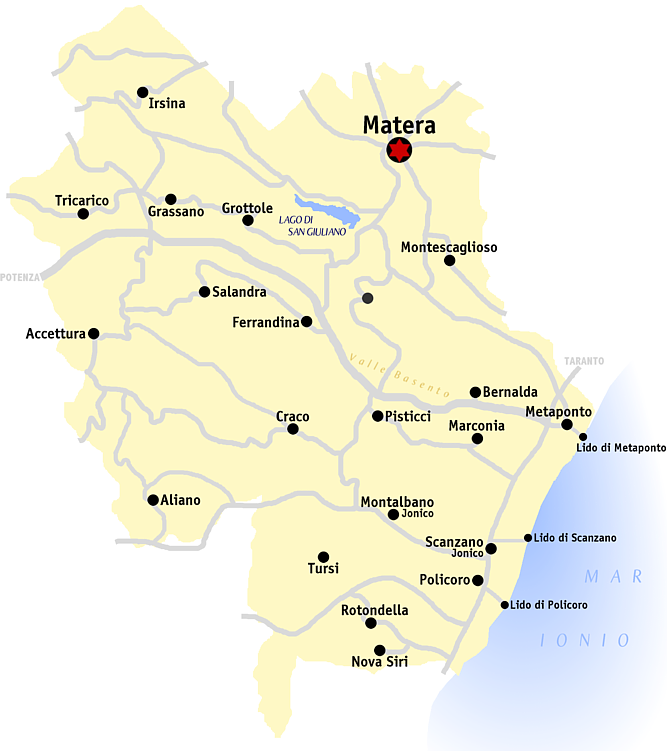
Мапа провінції

Межує на півночі з регіоном Апулія (провінцією Барі і провінцією Таранто), на заході з провінцією Потенца, на півдні з регіоном Калабрія (провінцією Козенца).

## Основні муніципалітети
Найбільші за кількістю мешканців муніципалітети (ISTAT, 08.2008):
| Муніципалітет    | Населення |
| ---------------- | --------- |
| Матера           | 60.317    |
| Пістіччі         | 17.920    |
| Полікоро         | 16.039    |
| Берналда         | 12.193    |
| Монтескальйозо   | 10.114    |
| Феррандіна       | 9.115     |
| Монталбано-Оніко | 7.680     |
| Сканцано-Оніко   | 7.091     |